# ダムダムおじさん
ダムダムおじさんは、フリーの日本のお笑いコンビ。2003年結成。2015年9月より静岡を拠点に活動中。

## 略歴
二人は国士舘大学の演劇サークルの先輩と後輩という関係。石井が二村を誘う形で2003年9月結成。コンビ名は大学時代に学園祭で披露したコントの中で最もウケたキャラクターから。
養成所に通わず、立ち上がったばかりだったSMA NEET Projectに所属。一発芸を得意とする芸人が急増したことで、コントをやりたかった二人は窮屈さを感じるようになり、芸人仲間に誘われてマセキ芸能社に移籍。その後、2014年1月からフリーとして活動中。
2015年9月からは静岡を拠点に活動している。

## メンバー
石井 秀明（いしい ひであき、1982年6月2日（42歳） - ）
ツッコミ担当。
国士舘大学法学部卒業。
静岡県沼津市出身。
身長167cm、体重93kg。血液型はA型。既婚。二児の父。
趣味は娘の写真を撮ること、特技は自分への罵詈雑言を笑ってかわすこと。
にむらあつと（1983年12月17日（41歳） - ）
ボケ担当。2021年3月に本名の二村豊人より改名。
国士舘大学政経学部卒業。
東京都港区出身。
身長178cm、体重81kg。血液型はO型。既婚。3児の父。
趣味はスポーツ観戦。特技は浅いうんちくを何でも言えること。
ホイップ坊やの友達。
別名、静岡の王。
ピンで静岡の番組制作会社「ゴッド・フィルムズ」に所属している。

## 芸風
主にコント。基本的にはボケが二村、ツッコミが石井として、二村が傍若無人なボケを繰り広げ、石井は二村の暴走を止める役割を果たしているが、一方で、MCやレポーターの際の仕切りは二村が担当し、一発ギャグや体を張ることは石井の担当となっている。

## 出演番組

### テレビ
- 爆笑オンエアバトル（NHK総合テレビ）戦績1勝3敗 最高457KB
- ぐるぐるナインティナイン（日本テレビ）
- あらびき団（TBS）- 2009年1月21日（第59回）初出演
- アナCAN（TBS）
- ココリコミリオン家族（テレビ東京）
- THE100（東京ベイネットワーク コミュニティチャンネル）
- エンタの天使（日本テレビ）- 第12回（2009年9月30日）、キャッチコピーは「嘘がつけない笑直（しょうじき）者」
- ネタ神（群馬テレビ）- 2009年11月6日
- キャくれ家（朝日放送）- 2010年10月8日
- カンバン娘TV（ドリームウェーブ静岡 コミュニティチャンネル）- レギュラーMC
- うちのカンバン！（TOKAIケーブルネットワーク コミュニティチャンネル）- レギュラーMC
- 部活探訪（TOKAIケーブルネットワーク コミュニティチャンネル）- レギュラーMC
- ダムダムおじさん お宝探検隊（TOKAIケーブルネットワーク コミュニティチャンネル）- レギュラーMC
- てっぺん静岡（テレビ静岡）- 「おねだりグルメ」レポーター
- とびっきり!しずおか（静岡朝日テレビ）- 「二村豊人のあったかアットホーム」
- 超ドSナイト・ケオラカOh!（SBSテレビ）- 二村のみ出演

### ラジオ
- 聴くディラン（SBSラジオ）- 2017年4月3日 - 2020年3月27日、木曜・金曜担当、二村のみ出演
- ふくわうち（SBSラジオ）- 2020年4月3日 - 2023年3月31日、金曜担当、二村のみ出演
- 30過ぎてもpresents となりの常連さん（SBSラジオ、土曜 18:00-18:30）- 2020年4月〜、二村のみ出演
- それいけ！曖昧moco（SBSラジオ、土曜 13:00-15:00）- 2023年4月8日〜、二村のみ出演

### ポッドキャスト
- 便所のつぶやき（Podcast）- 二村のみ出演

### YouTube
- YouTubeラジオ【ライスオンミー】- にむらのみ出演
- ホイップアンダーグラウンドリポート- にむらのみ出演

### CM
- 焼肉飯店 京昌園（静岡ローカル）- 2015年- 二村のみ出演